# Weed (Kalifornia)
Weed város az USA Kalifornia államában, Siskiyou megyében. Lakosainak száma 2862 fő (2020. április 1.).

## Népesség
A település népességének változása:

| 2010 | 2 967 |
| 2020 | 2 862 |